# Neomenia yamamatoi
Neomenia yamamatoi is een Solenogastressoort uit de familie van de Neomeniidae. De wetenschappelijke naam van de soort is voor het eerst geldig gepubliceerd in 1975 door Baba.